# Longiculter siahi
Longiculter siahi är en fiskart som beskrevs av Fowler, 1937. Longiculter siahi ingår i släktet Longiculter och familjen karpfiskar. IUCN kategoriserar arten globalt som otillräckligt studerad. Inga underarter finns listade i Catalogue of Life.